# Aleksandr Rudenko (cầu thủ bóng đá, sinh 1999)
Aleksandr Aleksandrovich Rudenko (tiếng Nga: Александр Александрович Руденко; sinh ngày 15 tháng 3 năm 1999) là một cầu thủ bóng đá người Nga thi đấu cho F.K. Spartak-2 Moskva.

## Sự nghiệp câu lạc bộ
Anh có màn ra mắt tại Giải bóng đá Quốc gia Nga cho F.K. Spartak-2 Moskva vào ngày 11 tháng 7 năm 2016 trong trận đấu với FC Sibir Novosibirsk.